# 新罕布什爾州第一國會選區
新罕布什爾州第一國會選區（英語：New Hampshire's 1st congressional district）是美国新罕布什尔州的兩個國會選區之一，始於1847年。範圍包括新罕布什爾州东南部，涵盖了希尔斯伯勒县、罗金厄姆县、梅里马克县、格拉夫頓縣和贝尔纳普县的部分地区以及斯特拉佛縣和卡罗尔县的全部地区。
该选区囊括了新罕布什尔州人口最多的城市曼彻斯特及其近郊。该选区的大部分人口都分布在罗金厄姆县，其中包括大部分海岸地区。贝尔克纳普县、卡罗尔县和格拉夫顿县的北部地区则大片的农村。
该选区是该州最大的大学新罕布什爾大學的所在地，雇主主要是是富达投资、J. Jill、Elliot Health System和新罕布夏大學系統。